# Rue de Paris (Joinville-le-Pont)
Pour les articles homonymes, voir rue de Paris.
La rue de Paris est une voie de communication de la ville de Joinville-le-Pont.

## Situation et accès
Commençant  rue Jean-Mermoz (côté impair) et rue Émile-Moutier (côté pair), dans le prolongement de l'avenue Jean-Jaurès et du carrefour de la Résistance-Joseph-Belbéoch.
Finissant rue Beaubourg (côté impair) et rue de Paris (Saint-Maur-des-Fossés) (côté pair).
Elle croise l’avenue du Président-John-Fitzgerald-Kennedy. Elle donne accès côté pair à la rue Henri-Vel-Durand, l’allée Henri-Dunant, la rue Hippolyte-Pinson, le boulevard du Maréchal-Leclerc, la rue de la Liberté et la rue Robard. Côté impair, elle est connectée à la rue de l’Église, la place Georges-Defert, la rue Molette, l’avenue de la Marne et la Villa de la Grotte.
Elle est desservie par la gare de Joinville-le-Pont.
Elle comporte une piste cyclable bidirectionnelle tracée sur le trottoir ouest.

## Origine du nom
Cette rue porte le nom de la ville de Paris.

## Historique
Dans le Plan du château et parc de Vincennes (Jacques Dubois, 1731) la voie a pour nom « Chemin de Saint-Maur » ; dans le recensement de la population de l’an 10 (1802), la voie est intitulée « Rue de Saint-Maur » ; dans le cadastre de 1812, elle est identifiée comme « Grande-Rue de Saint-Maur ». Le nom « rue de Paris » est attesté dans le rrecensement organisé au cours de l’année 1836.
La portion de la rue de Paris depuis son début jusqu’à l’intersection avec l’avenue du Président-John-Fitzgerald-Kennedy constitue une partie de la route départementale D86A depuis le décret du 5 décembre 2005. Antérieurement, elle était une section de la route nationale 186.
Le parvis situé devant la mairie porte le nom de place Georges-Defert.

## Bâtiments remarquables et lieux de mémoire
Plusieurs équipements publics communaux se situent rue de Paris : le gymnase Bataillon de Joinville, l’hôtel de ville et l’école maternelle publique Simone-Veil.
Deux bâtiments remarquables y figurent : 
- Église Saint-Charles-Borromée de Joinville-le-Pont
- Château du Parangon

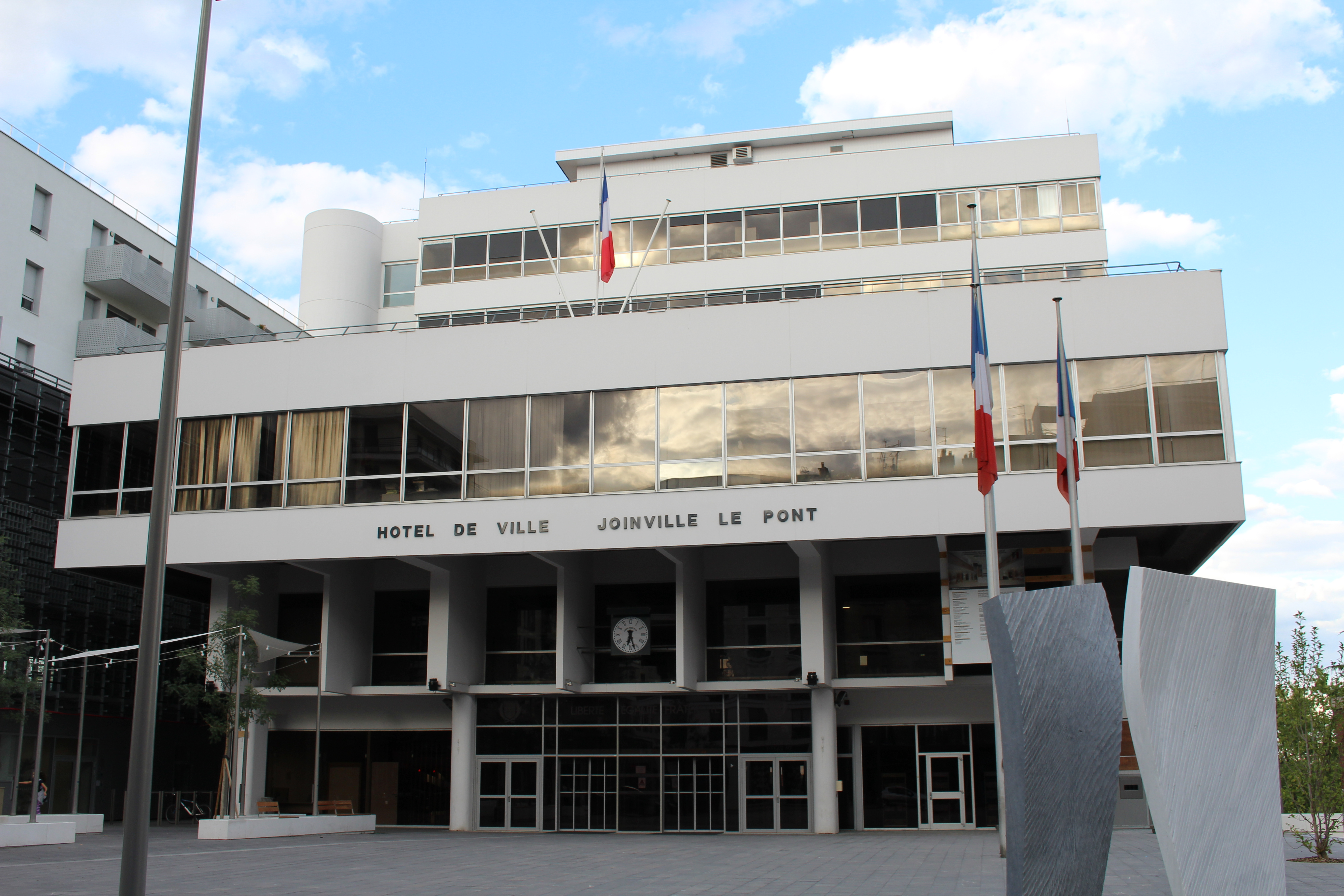
Mairie de Joinville-le-Pont
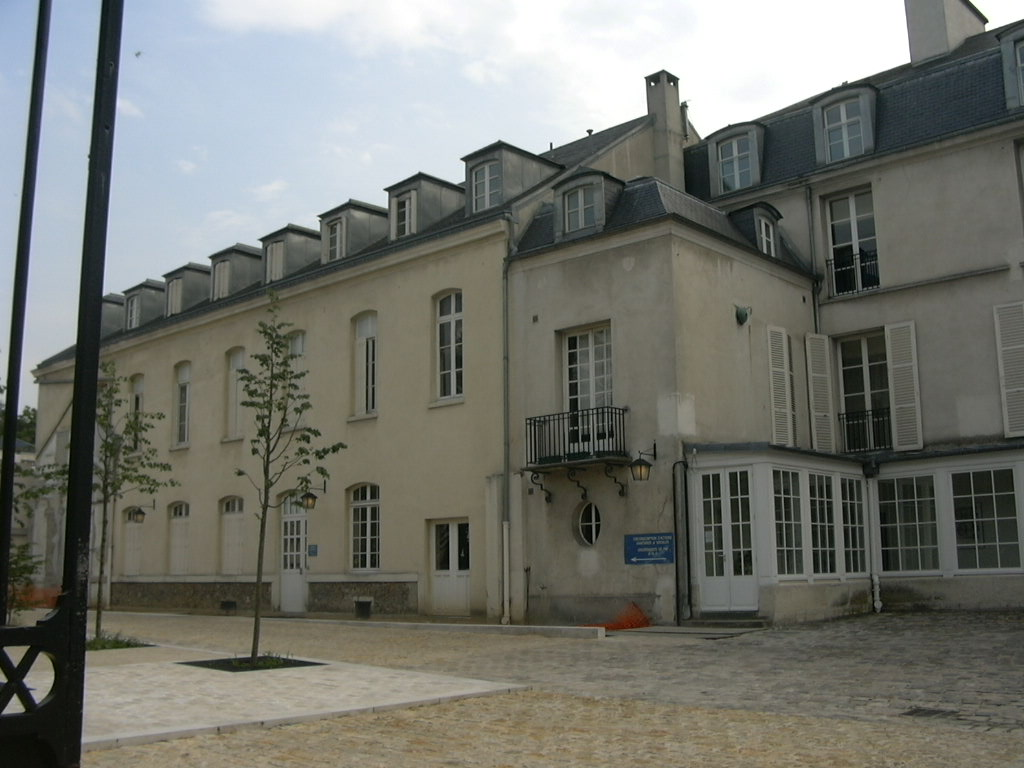
Château du Parangon
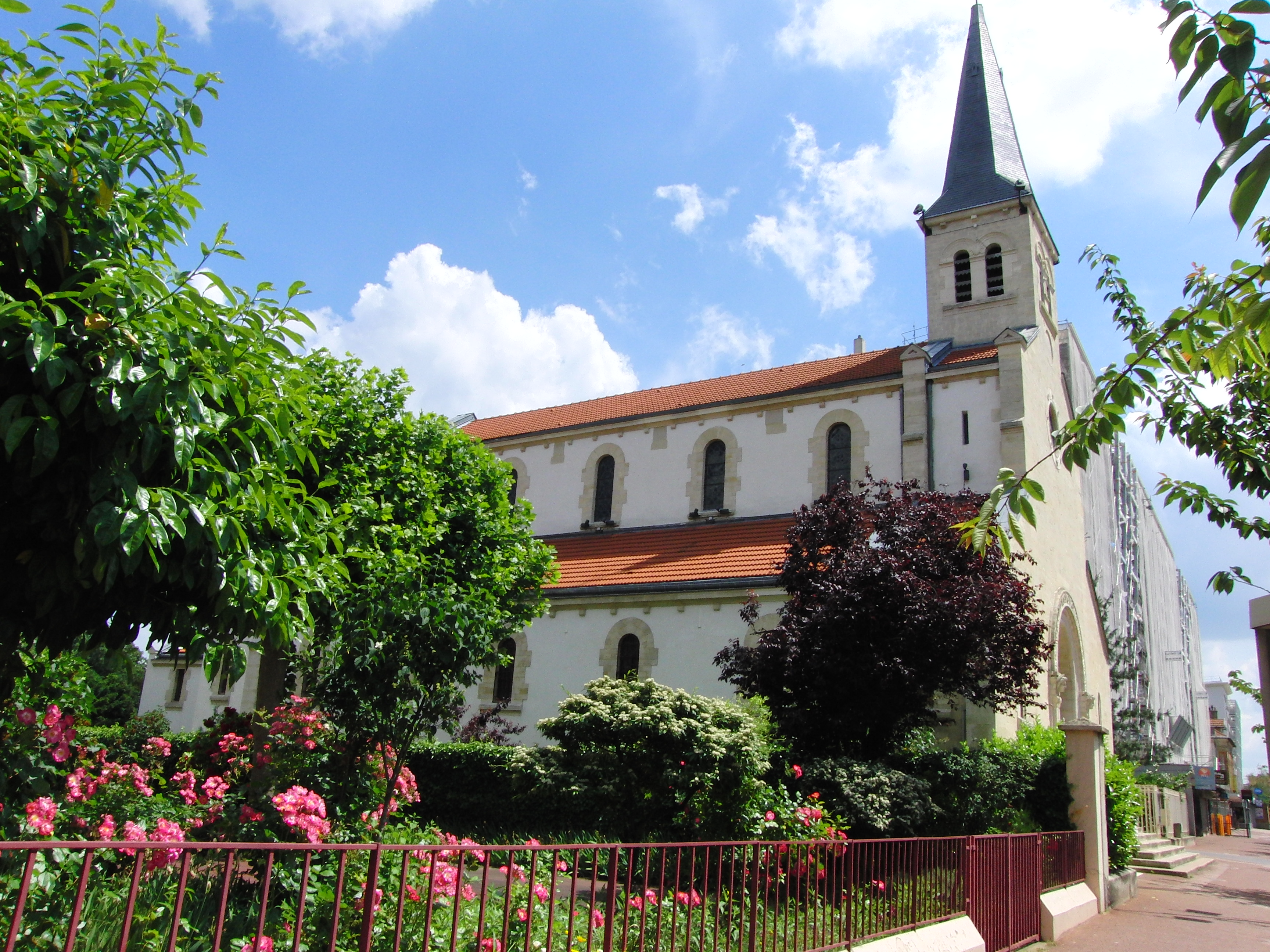
Église Saint-Charles-Borromée
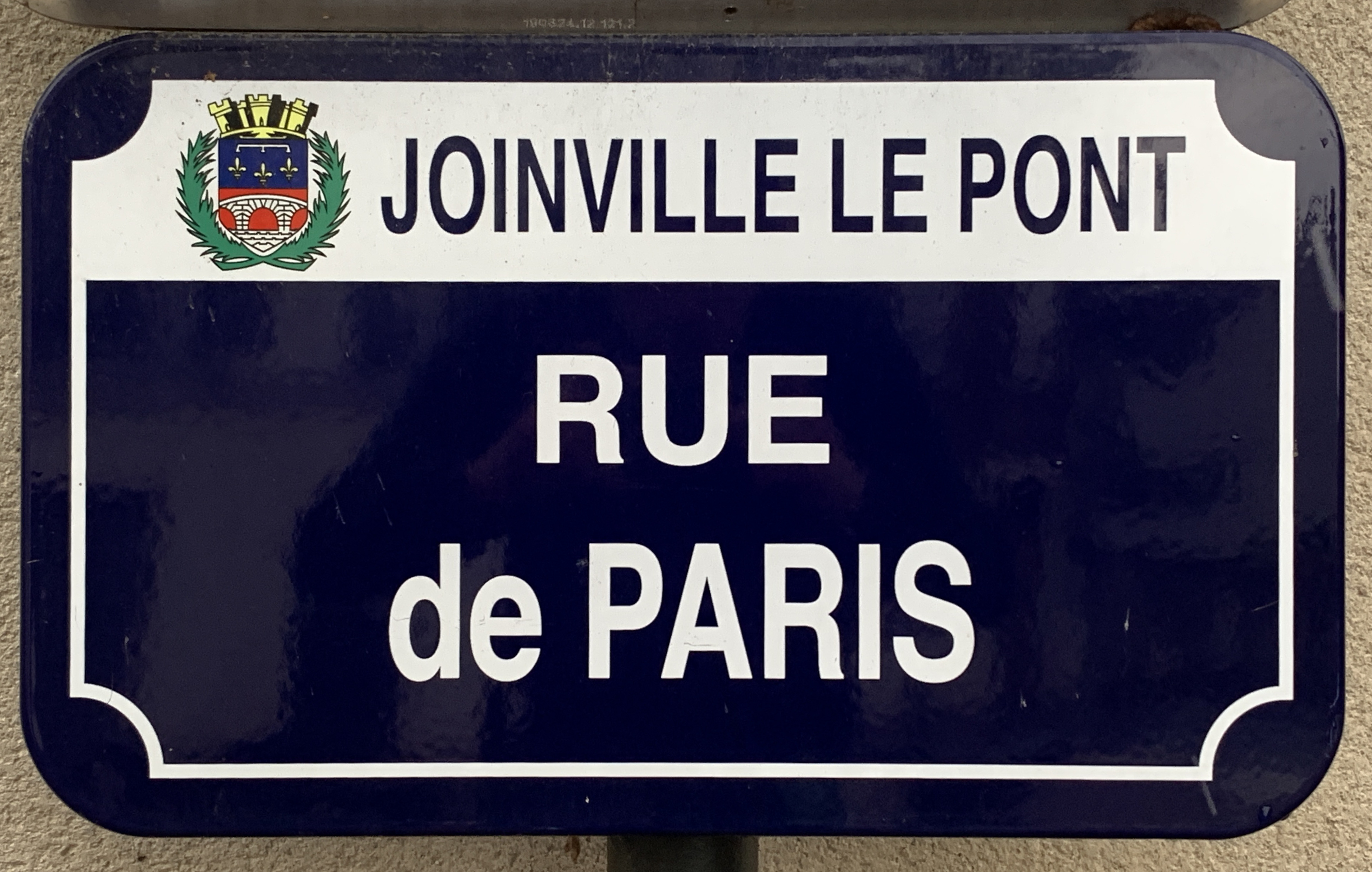
Plaque rue de Paris
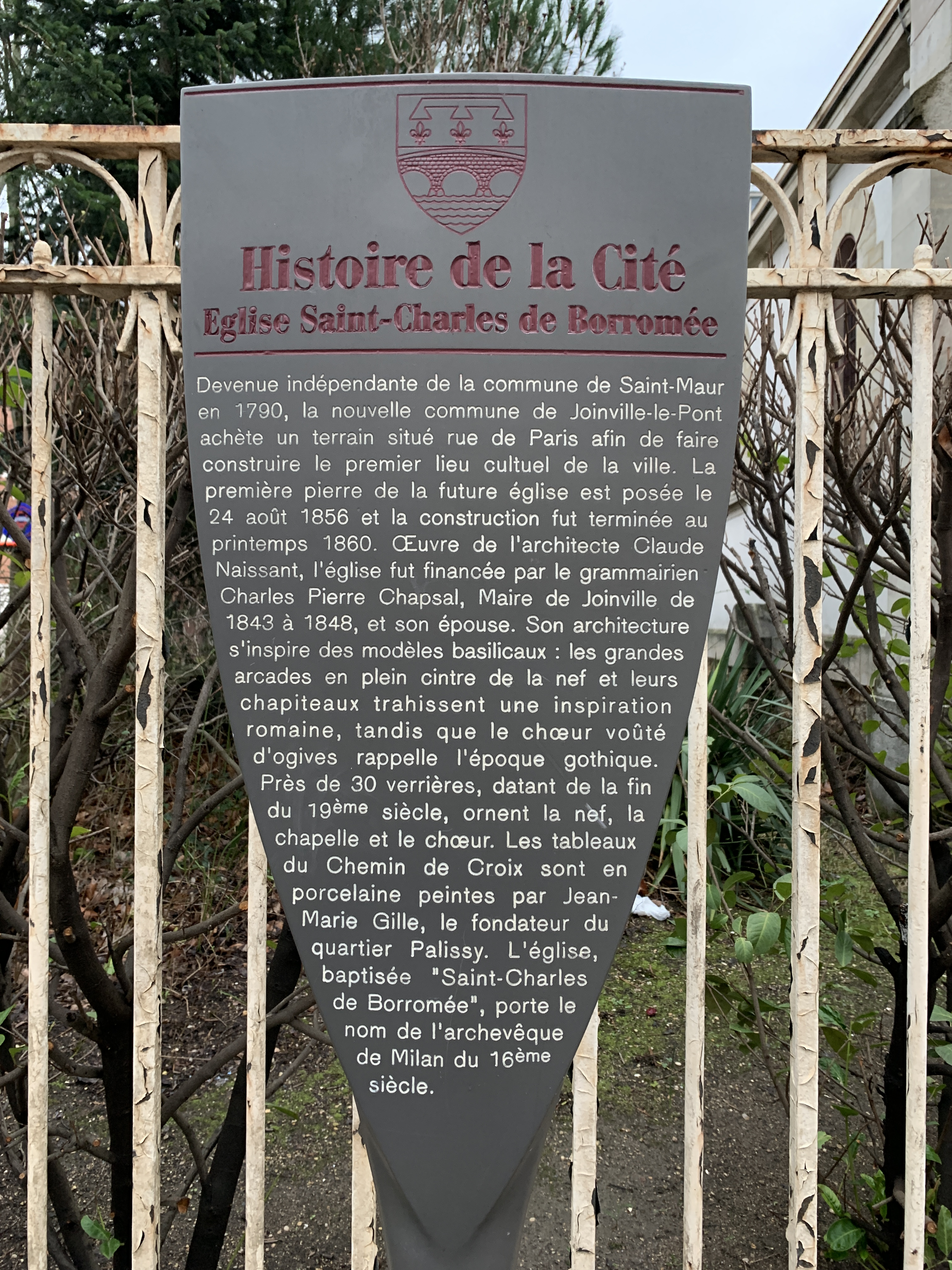
Panneau historique : église Saint-Charles-Borromée
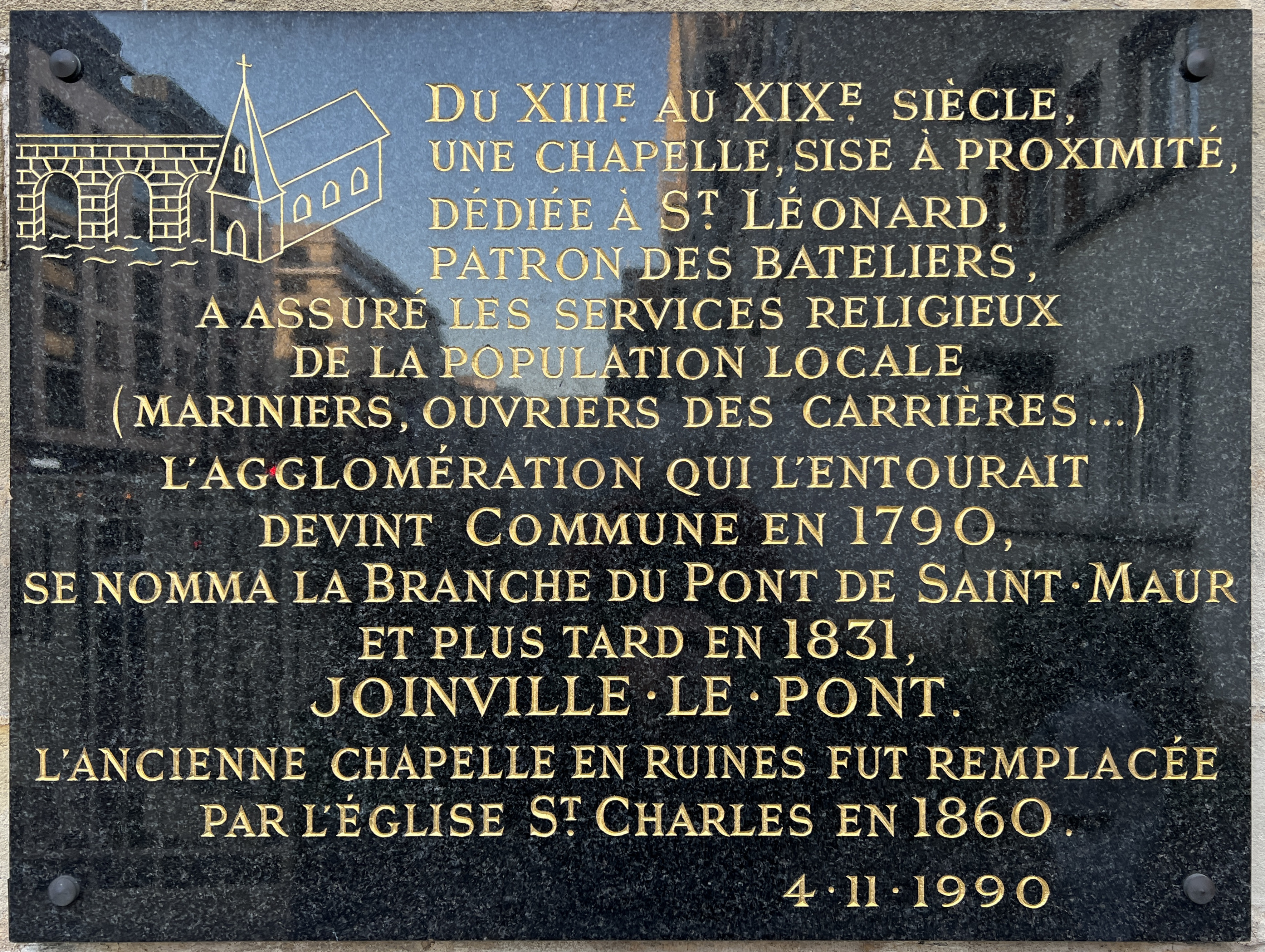
Panneau historique : ancienne chapelle Saint-Léonard
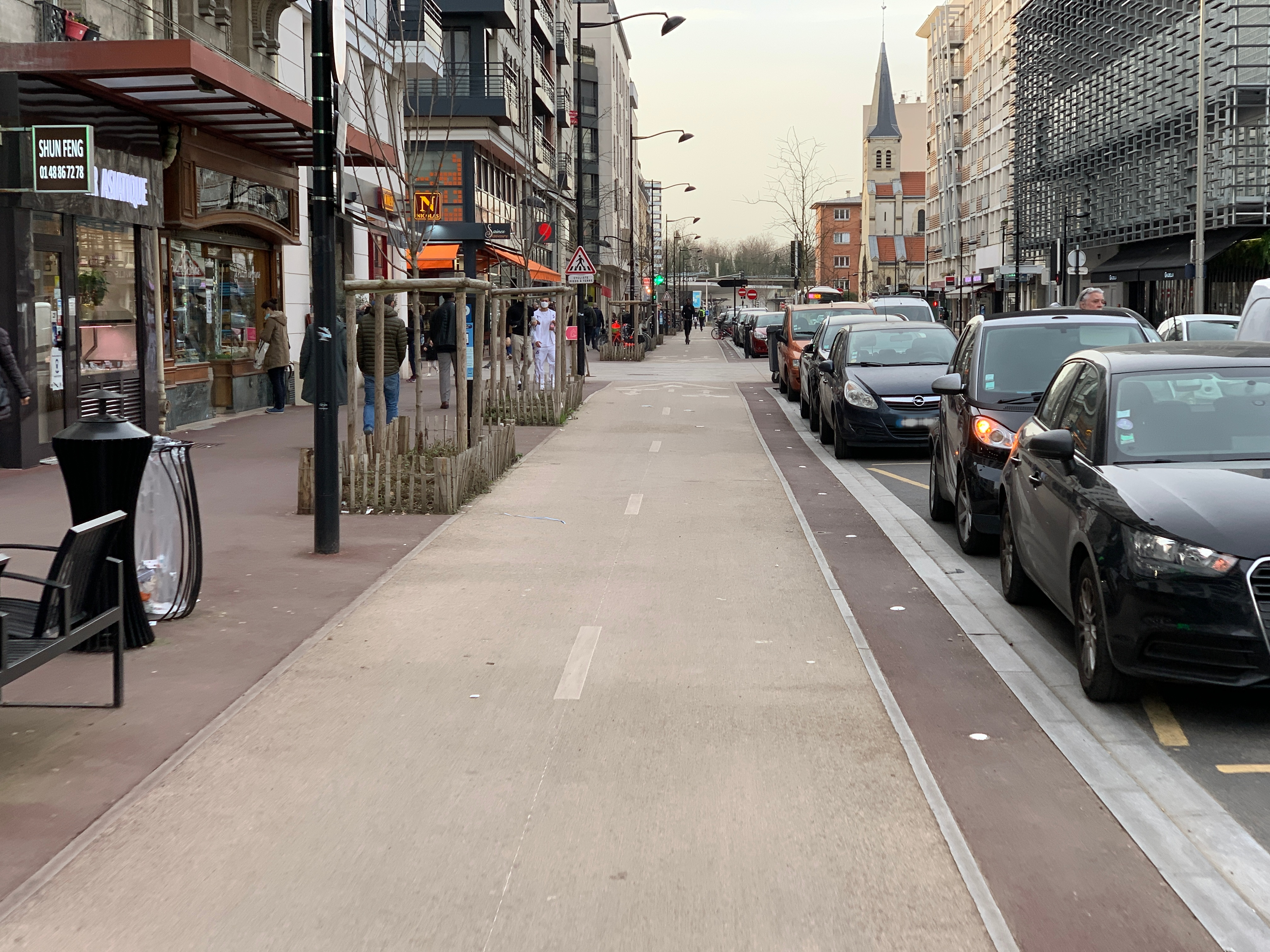
Voie cyclable rue de Paris
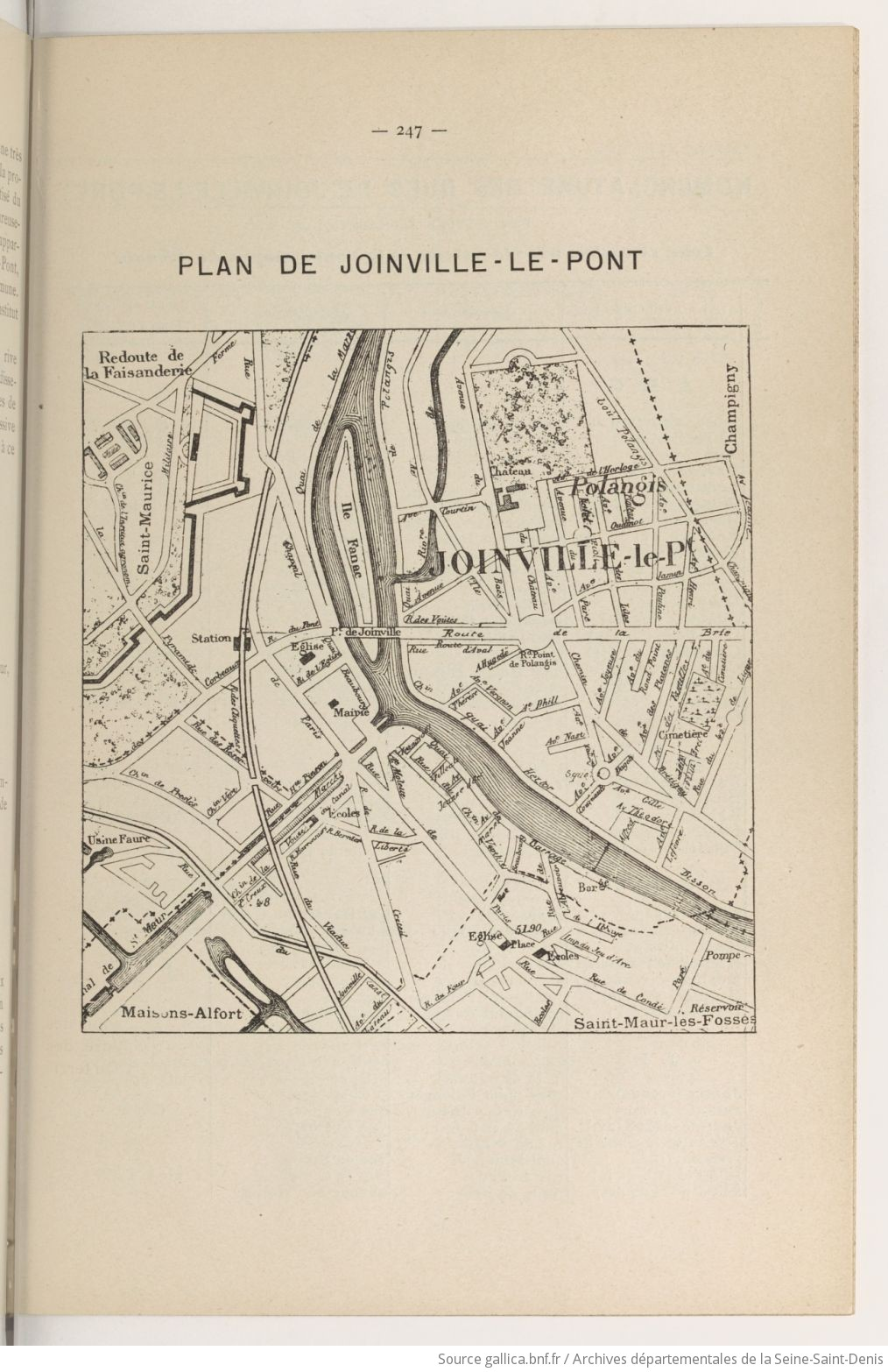
La rue de Paris sur le plan de Joinville-le-Pont en 1906